# Gare d’Amagne - Lucquy
Gare d’Amagne - Lucquy vasútállomás Franciaországban, Lucquy településen.

## Vasútvonalak
Az állomást az alábbi vasútvonalak érintik:
- Soissons-Givet-vasútvonal
- Hirson-Amagne-Lucquy-vasútvonal

## Kapcsolódó állomások
A vasútállomáshoz az alábbi állomások vannak a legközelebb:
- Gare de Rethel
- Gare de Poix-Terron